# Русениј Разеши (Бакау)
Русениј Разеши (рум. Rusenii Răzeși) насеље је у Румунији у округу Бакау у општини Плопана. Oпштина се налази на надморској висини од 193 m.

## Становништво
Према подацима из 2002. године у насељу је живело 227 становника, од којих су сви румунске националности.